# Massimo Gregori
Massimo Gregori (Monterotondo, 15 maggio 1964) è un ex calciatore italiano, di ruolo difensore, tecnico del Fiano Romano.
È il fratello dell'ex-calciatore Attilio Gregori che ha giocato come portiere in numerose compagini di Serie A e Serie B.

## Carriera
Cresciuto nelle giovanili della Roma, senza riuscire ad approdare in prima squadra, esordì in Serie A nella stagione 1983-1984 con la maglia del Catania nella partita dell'11 dicembre 1983 persa per 3-0 dagli etnei in casa del Genoa; chiude la stagione , che vede i rossazzurri all'ultimo posto finale, con 6 presenze in massima serie.
Militò poi in tutte le categorie professionistiche con Catanzaro (23 presenze e 2 reti nel campionato di Serie B 1985-1986 e un campionato di Serie C1), Perugia (C1), Sambenedettese (C1) e Fasano (Serie C2). Ha continuato la carriera nella squadra del suo paese (Monterotondo) in Serie D, sfiorando la promozione in Serie C2.
Conta presenze in Nazionali giovanili e militari.
Allenatore
Dal 2014 al 2016 allena la Castelnuovese, nel 2019 è al Real Monterotondo femminile, nel 2023 al Fiano Romano e nel 2024 all'Atletico Vescovio U17

## Palmarès

### Club

#### Competizioni nazionali
- Campionato italiano: 1

Roma: 1982-1983
- Serie C1: 1

Catanzaro: 1986-1987
- Campionato Nazionale Dilettanti: 1

Fasano: 1992-1993